# Nuestro hombre en La Habana (película)
Nuestro hombre en La Habana (título original en inglés: Our Man in Havana) es una comedia de espías británica de 1959, rodada con el sistema Cinemascope. Fue producida y dirigida por Carol Reed, al frente de un reparto encabezado por Alec Guinness, Burl Ives, Maureen O'Hara, Ralph Richardson, Noël Coward y Ernie Kovacs. Su guion es una adaptación con tintes cómicos de la novela Nuestro hombre en La Habana, publicada en 1958 por el escritor británico Graham Greene, quien colaboró con Reed como guionista de la película.

## Argumento
En la Cuba prerrevolucionaria, el agente Hawthorne (Noël Coward), del Servicio Secreto Británico de Inteligencia, recluta a un vendedor de aspiradoras llamado James Wormold (Alec Guinness) para que lidere su célula de espías británicos en La Habana. No obstante, en vez de alistar a sus propios agentes, este último se limita a crear varios espías ficticios, inspirándose en personas a las que solo conoce de vista. Al mismo tiempo, "descubre" una supuesta plataforma de lanzamiento enemiga en territorio cubano, de la cual obtiene unos "planos" que son en realidad un simple dibujo de una de sus aspiradoras. Mediante estas artimañas, Wormold intenta hacerse pasar por un agente extremadamente valioso, con objeto de percibir un mejor sueldo que también le permita sostener el lujoso estilo de vida de Milly (Jo Morrow), su hija manirrota.
Cuando sus engaños acaban convirtiéndolo en un espía importante, el Servicio Secreto Británico le asigna una secretaria personal, Beatrice (Maureen O'Hara), así como un radiotelegrafista, para que le brinden apoyo adicional en sus "operaciones". Con su presencia en La Habana, ambos agentes ponen en riesgo la fachada de espía de Wormold, cuya información inventada comienza paradójicamente a hacerse realidad; al interceptar sus telegramas, los agentes enemigos los toman por auténticos y deciden actuar contra su imaginaria célula de espías. En consecuencia, uno de sus "agentes" es asesinado y él mismo se convierte en un objetivo. 
Sabiéndose en peligro mortal, Wormold le confiesa todas sus mentiras a su secretaria para salvar su propio pellejo, por lo que sus superiores del Servicio Secreto Británico descubren la farsa y reclaman su presencia en Londres. Acto seguido, estos divulgan una historia falsa con la que encubren las tretas de su subordinado, atribuyéndole méritos inexistentes para evitar que su propia reputación quede en entredicho. Gracias a la falsificación de su hoja de servicio, Wormold se libra finalmente de cualquier sanción y es condecorado con la Orden del Imperio Británico, como recompensa por sus "logros".

## Reparto
| - Alec Guinness como Jim Wormold - Burl Ives como el Dr. Hasselbacher - Maureen O'Hara como Beatrice Severn - Ernie Kovacs como el Capitán Segura - Noël Coward como Hawthorne | - Ralph Richardson como "C" - Jo Morrow como Milly Wormold - Grégoire Aslan como Cifuentes - Paul Rogers como Hubert Carter - Raymond Huntley como el General | - Ferdy Mayne como el Profesor Sánchez - Maurice Denham como el Almirante - Joseph P. Mawra como López - Duncan Macrae como MacDougal - Gerik Schjelderup como Svenson | - Hugh Manning como el Oficial - Karel Stepanek como el Dr. Braun - Maxine Audley como Teresa - Timothy Bateson como Rudy - John Le Mesurier como Louis el Camarero |

## Producción
La fase de producción de la película comenzó en octubre de 1958, fecha en la que el cineasta británico Carol Reed suscribió un acuerdo con la productora estadounidense Columbia Pictures. En virtud de este acuerdo, Reed asumió las funciones de director y de productor del filme. Por decisión suya, el guion quedó a cargo del escritor británico Graham Greene, cuya novela de espionaje Nuestro Hombre en La Habana (1958) inspiró el argumento de la película. Concretamente, Greene concibió el guion como una adaptación de su novela en clave de comedia, lo que motivó la clasificación del filme como una comedia de espías. Esta adaptación marcó su tercera colaboración como guionista de las películas de Reed, para quien Greene ya había realizado sendas adaptaciones de sus obras El ídolo caído y El tercer hombre.
Por su parte, el rodaje se llevó a cabo con el sistema de grabación Cinemascope. Para filmar las escenas en exteriores, el equipo de rodaje se desplazó a La Habana en marzo de 1959, escasos meses después de que Fidel Castro derrocase a Fulgencio Batista. El propio Castro llegó a visitar el set de rodaje en la capital cubana, donde fue fotografiado durante la grabación de las escenas ambientadas en la Plaza de la Catedral de La Habana. Al término del rodaje en exteriores, se procedió a filmar las escenas de interiores en los Estudios Shepperton, ubicados en Reino Unido.
El conocido actor porno habanero "Superman" iba a participar también en el rodaje por deseo expreso del propio Greene. Sin embargo, las pesquisas de este último para localizar a "Superman" –que había huido de Cuba tras la Revolución– resultaron completamente infructuosas.

## Recepción
La crítica recibió positivamente a Nuestro hombre en La Habana, como reflejaba su calificación "fresca al 94%" (con 17 reseñas) en Rotten Tomatoes a fecha de marzo de 2021. Asimismo, el filme fue nominado al Globo de Oro a la Mejor Película (de comedia o musical) en la gala de 1960, paralelamente a la nominación de Reed como Mejor Director para los premios del Sindicato de Directores de Estados Unidos de ese mismo año. Sin embargo, tanto la película como su director perdieron sus respectivas nominaciones a manos de El Apartamento.